# 大内惟信
大内 惟信（おおうち これのぶ）は、鎌倉時代前期の武将。鎌倉幕府御家人。清和源氏義光流平賀氏の一族で、大内惟義の嫡男。母は藤原秀宗の妹（藤原秀康の叔母）。

## 生涯
元久2年（1205年）に叔父の平賀朝雅が牧氏事件に連座して誅された後、朝雅の有していた伊賀国・伊勢国の守護を継承し、在京御家人として平安京の治安維持などにあたった。帯刀長・検非違使に任じられ、寺社の強訴を防ぎ、延暦寺との合戦で焼失した園城寺の造営を奉行するなど重要な役割を果たした。建保4年（1216年）には5人から9人に増員された鎌倉幕府の政所別当に任じられている。建保7年（1219年）に3代将軍源実朝が暗殺された後、父の惟義から惟信へ家督が譲られたと見られ、惟義の美濃国の守護も引き継いだ。しかし源氏将軍断絶以降、幕府は北条氏が主導することとなり、源氏門葉であった平賀（大内）氏は幕府の中枢から離れていくことになる。
承久3年（1221年）の承久の乱では後鳥羽上皇方に付いて伊賀光季の襲撃に加わり、子息の惟忠と高桑大将軍、その次男の高桑次郎と共に東海道大井戸渡の守りについて幕府軍と対峙したが敗北。平賀義信以降、源氏一門として鎌倉幕府で重きを成した平賀氏は没落した。
敗戦、逃亡後は10年近く潜伏を続けたが、法師として日吉八王子の庵室に潜んでいた所を探知され、寛喜2年（1230年）12月、武家からの申し入れによって延暦寺の僧兵に捕らえられ、引き渡された。剛力を誇っていたが、捕縛の際に刀は抜かなかったという。また惟信の協力者として、仁和寺の僧や郎党3人も捕らえられた（『明月記』）。惟信はその後、一命は許され、西国へ配流となった。子の大内惟時の後裔は堂上家竹内家となり、家系を繋いだ。